# Eduardo da Costa Alves Júnior

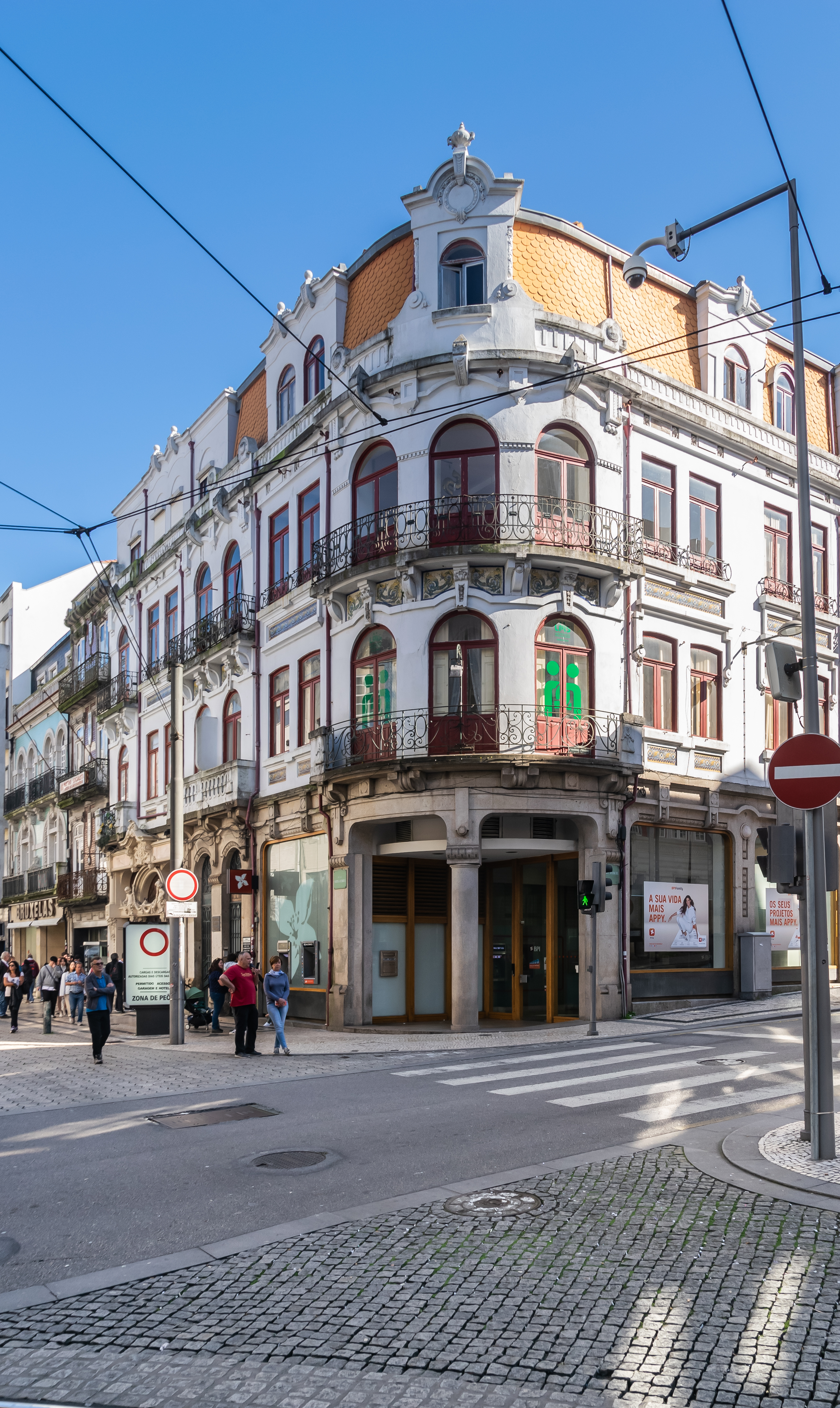
Edifício Emília de Moraes, no cruzamento das ruas de Santa Catarina e Passos Manuel, 1916-1919

Eduardo da Costa Alves Júnior (Porto, 22 de setembro de 1872 — Porto, 4 de novembro de 1918) foi um arquiteto português. Foi um dos principais arquitetos da cidade do Porto no início do século XX.

## Biografia
Nasceu na freguesia do Bonfim. O seu pai era o entalhador Eduardo da Costa Alves. Ingressou na Academia Portuense de Belas Artes em 1885. Ali concluiu o curso de Arquitetura Civil em 1892, tendo obtido a classificação de 18 valores no quinto ano, sendo julgado digno de louvor. Frequentou igualmente os quatro primeiros anos de Escultura, entre 1890 e 1895.
No sentido de prosseguir os seus estudos em Paris, participou por duas vezes em concursos para o lugar de pensionista do Estado no estrangeiro, em 1896 na classe de escultura e em 1899 na classe de arquitetura, sendo preterido de ambas as vezes para outros candidatos.
Tirocinou com o arquiteto Miguel Ventura Terra nas obras do Palácio das Cortes. Tem sido apontada a possibilidade de ter trabalhado igualmente com o arquiteto Joel da Silva Pereira.

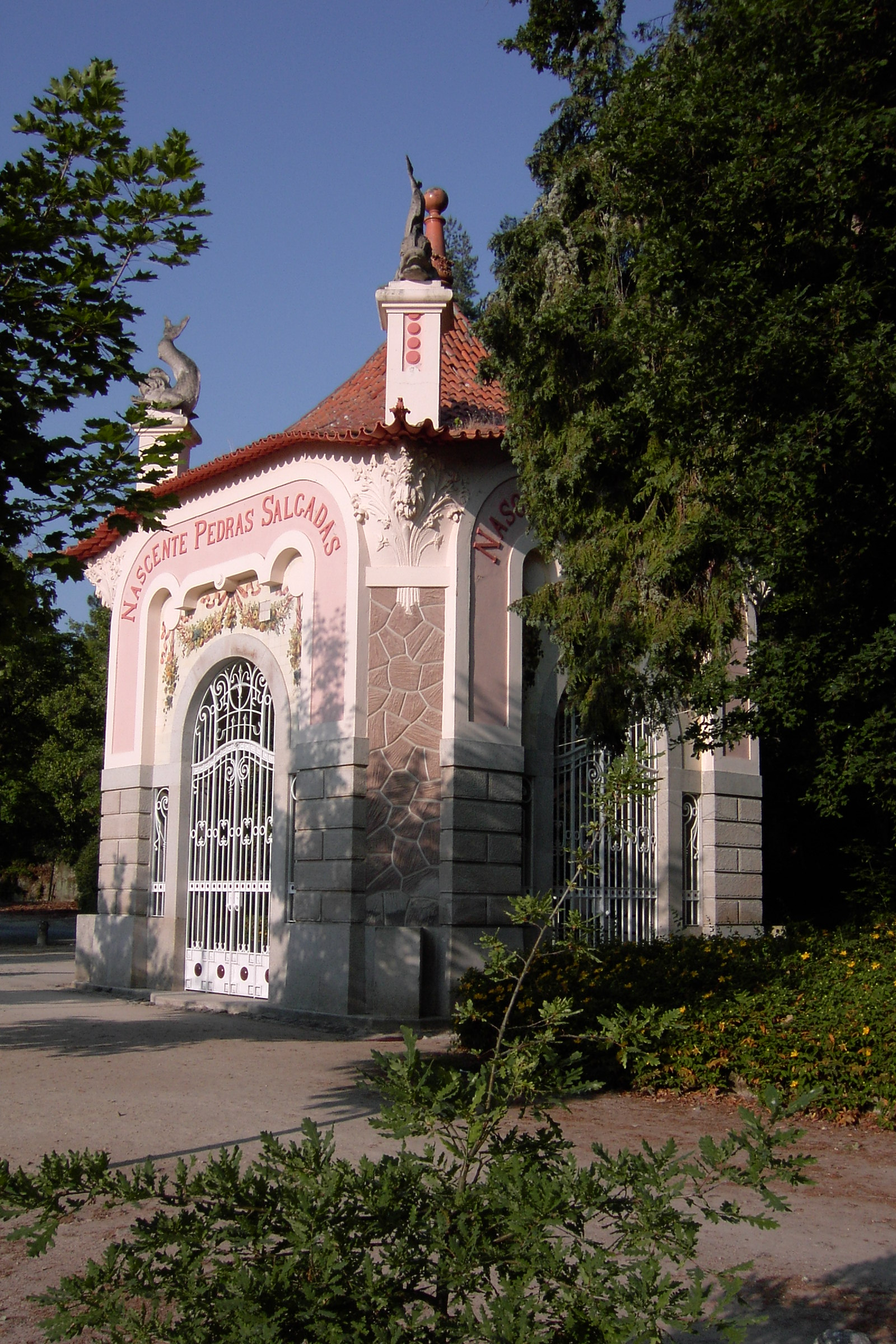
Nascente de Pedras Salgadas, 1915-1916

## Algumas obras
Na cidade do Porto:
- Palacete João Marques Pereira no gaveto da Rua Duque de Loulé com a Rua Alexandre Herculano, 1909-1911 (atribuição).[1]
- Edifício de comércio e serviços no gaveto da Rua Sá da Bandeira com a Rua 31 de Janeiro, 1916-1920 (alterado).
- Edifício de habitação e comércio no gaveto da Rua de Santa Catarina com a Rua Passos Manuel, 1916-1919.
- Escola primária António Maria dos Santos no gaveto da Rua João Pedro Ribeiro com a Rua Faria Guimarães, 1916.
- Edifício de comércio e serviços na esquina da Rua Sá da Bandeira com a Rua Formosa, 1917-1919.
- Edifício do antigo Café Excelsior na Rua Sá da Bandeira, 1917-1920.
- Escola primária na Praça da Corujeira, 1918 (demolida).
- Casa Augusto Ferreira Figueiredo na Rua Oliveira Monteiro, 1918.

Fora da cidade do Porto:
- Igreja do Santuário da Penha, Guimarães, 1908 (projeto).
- Capela de Nossa Senhora da Nazaré, Aguda, 1908.
- Nascente Pedras Salgadas, Pedras Salgadas, 1915-1916.
- Hotel das Termas, Caldas das Taipas, 1915-1924.
- Casino e Grande Assembleia de Vila do Conde, 1916-1918.

## Galeria de fotos

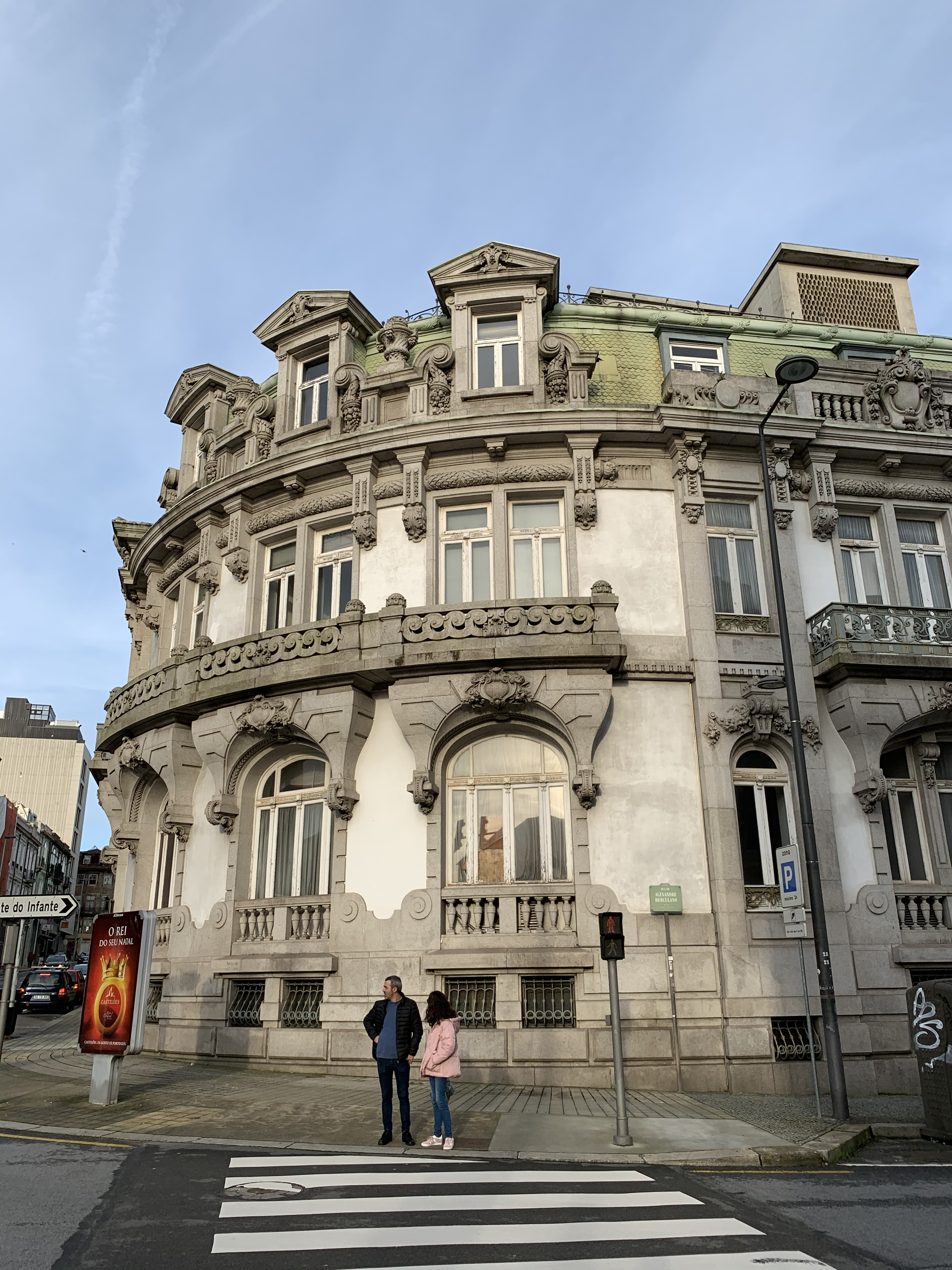
Palacete João Marques Pereira, 1909-1911
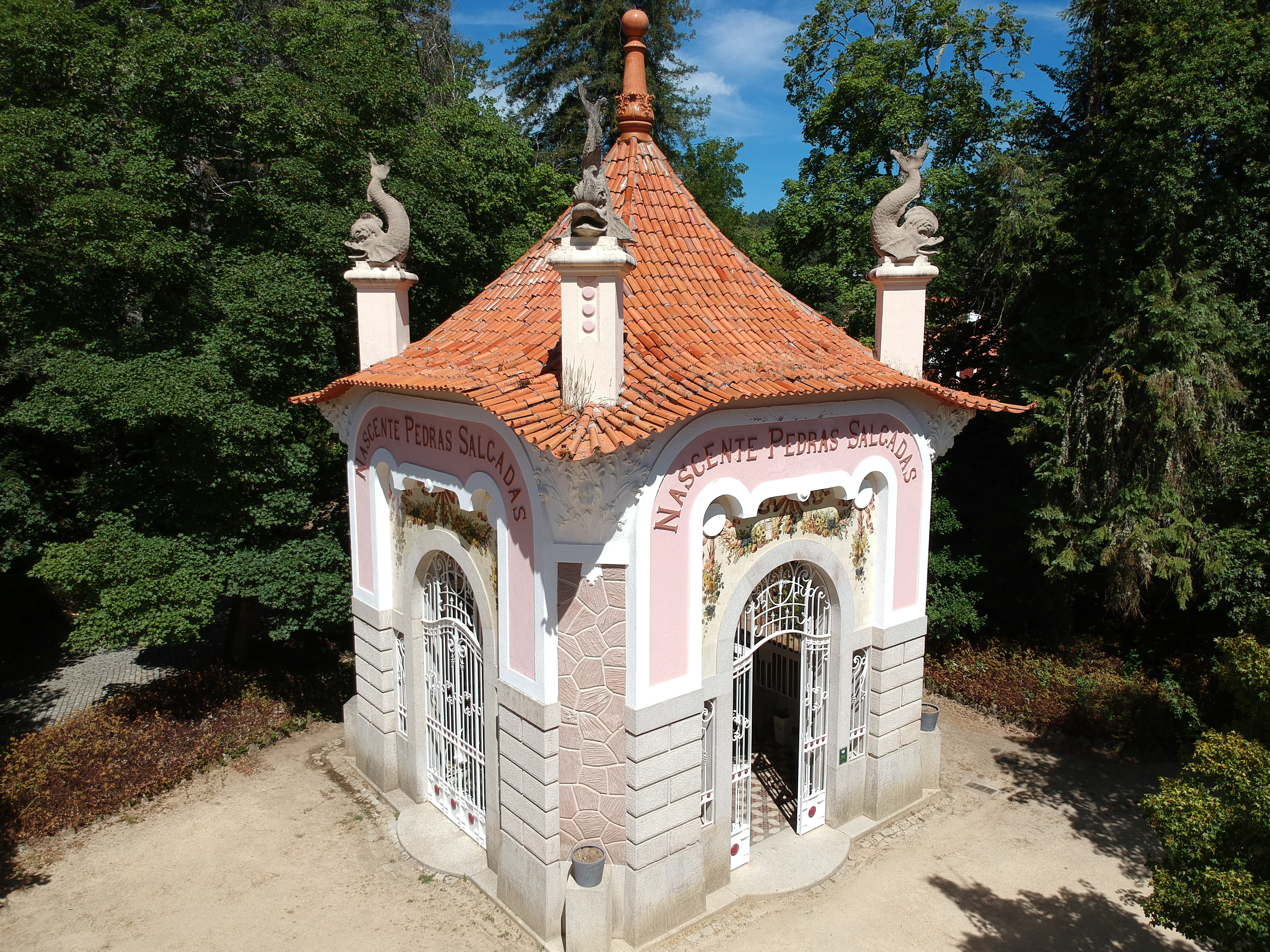
Nascente de Pedras Salgadas, 1915-1916
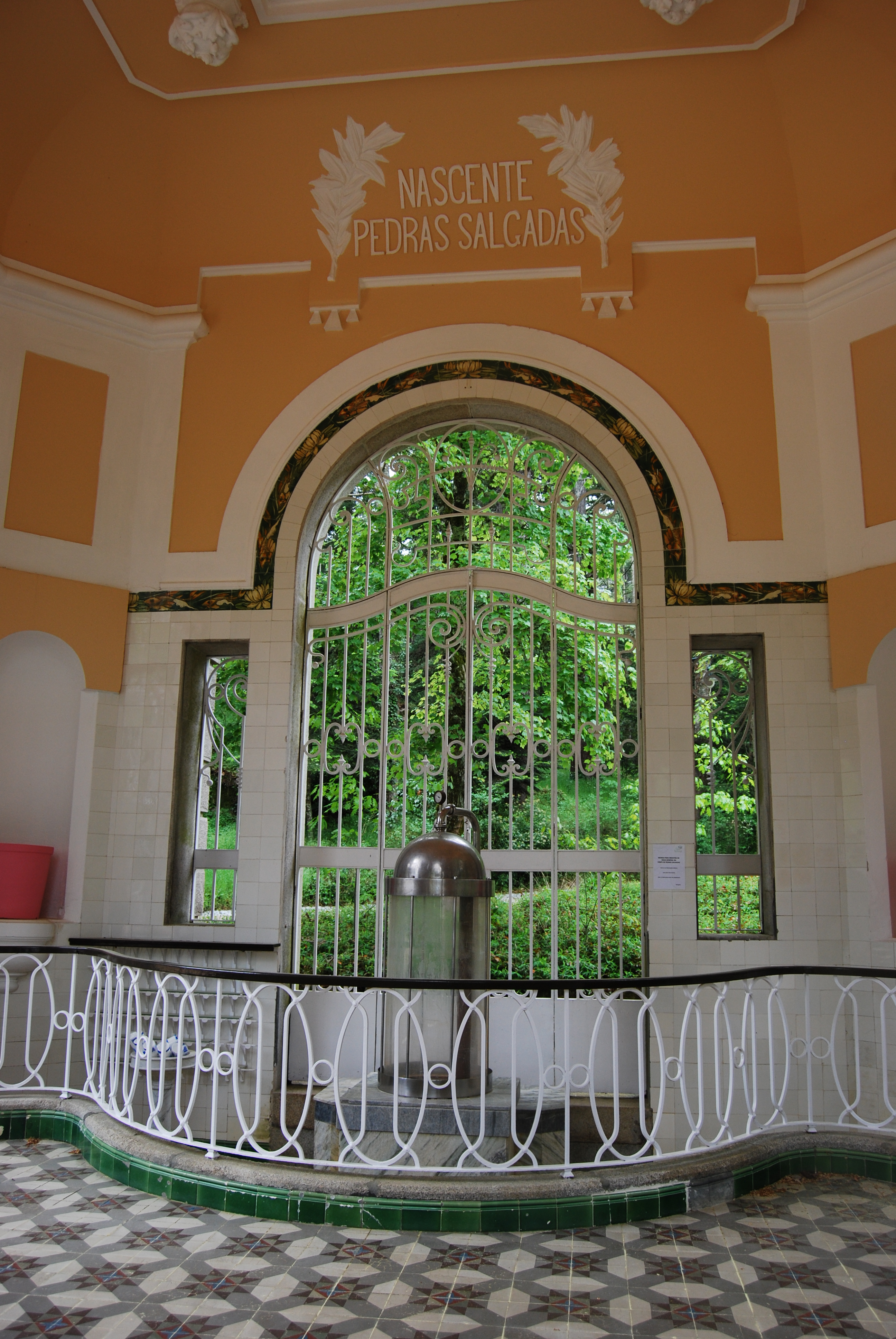
Nascente de Pedras Salgadas (interior), 1915-1916
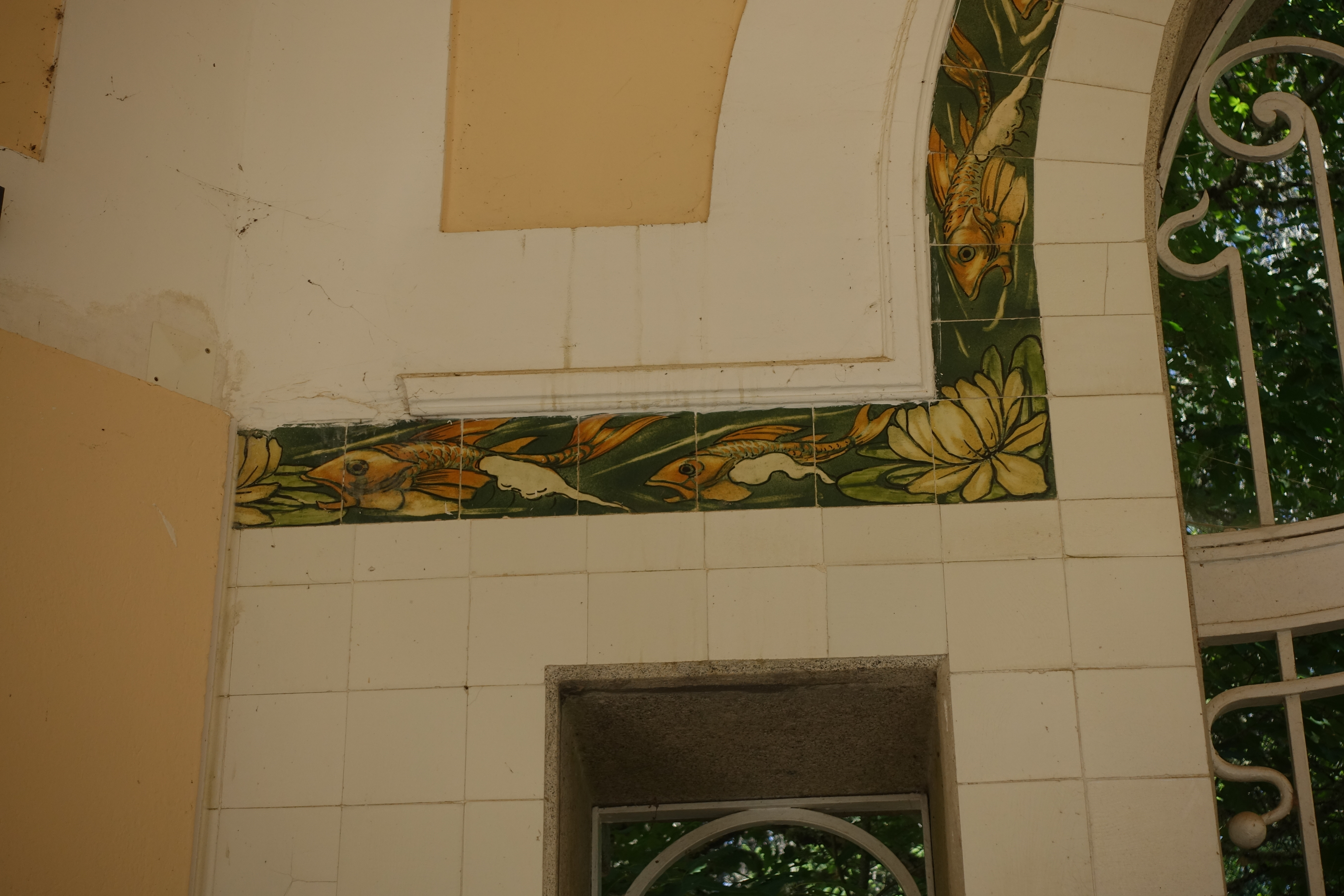
Nascente de Pedras Salgadas (pormenor), 1915-1916
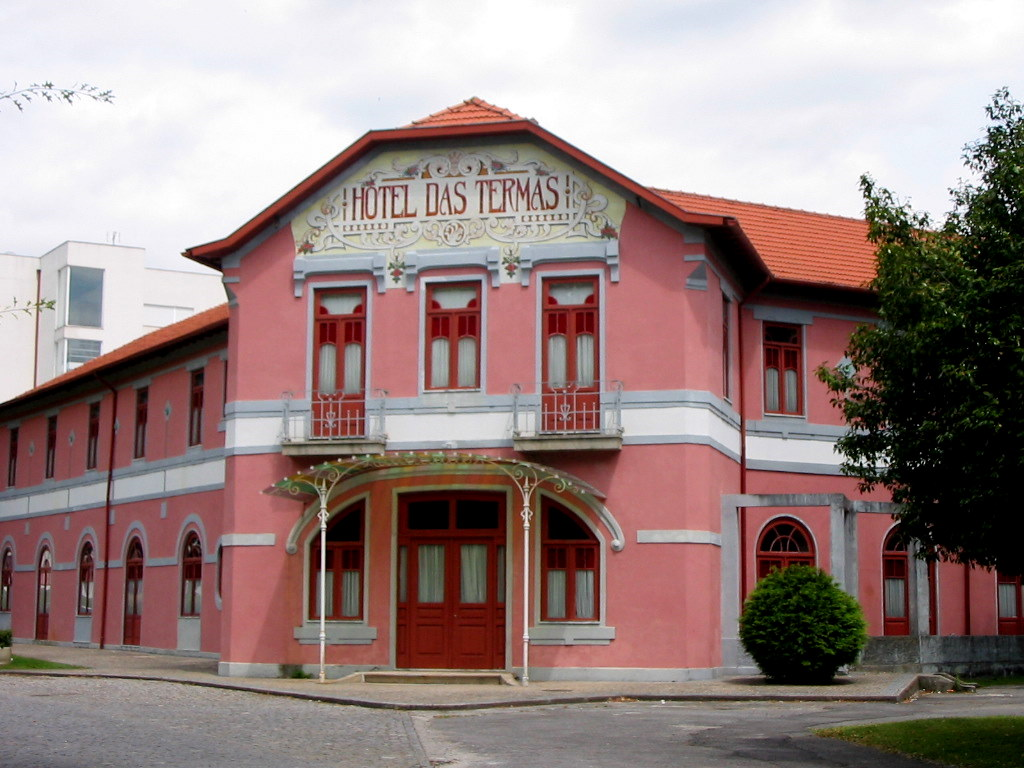
Hotel das Termas, Caldas das Taipas, 1915-1924
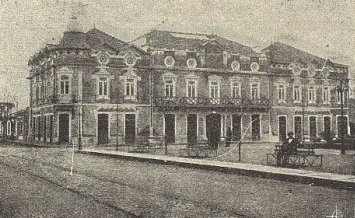
Casino e Grande Assembleia de Vila do Conde, 1916-1918
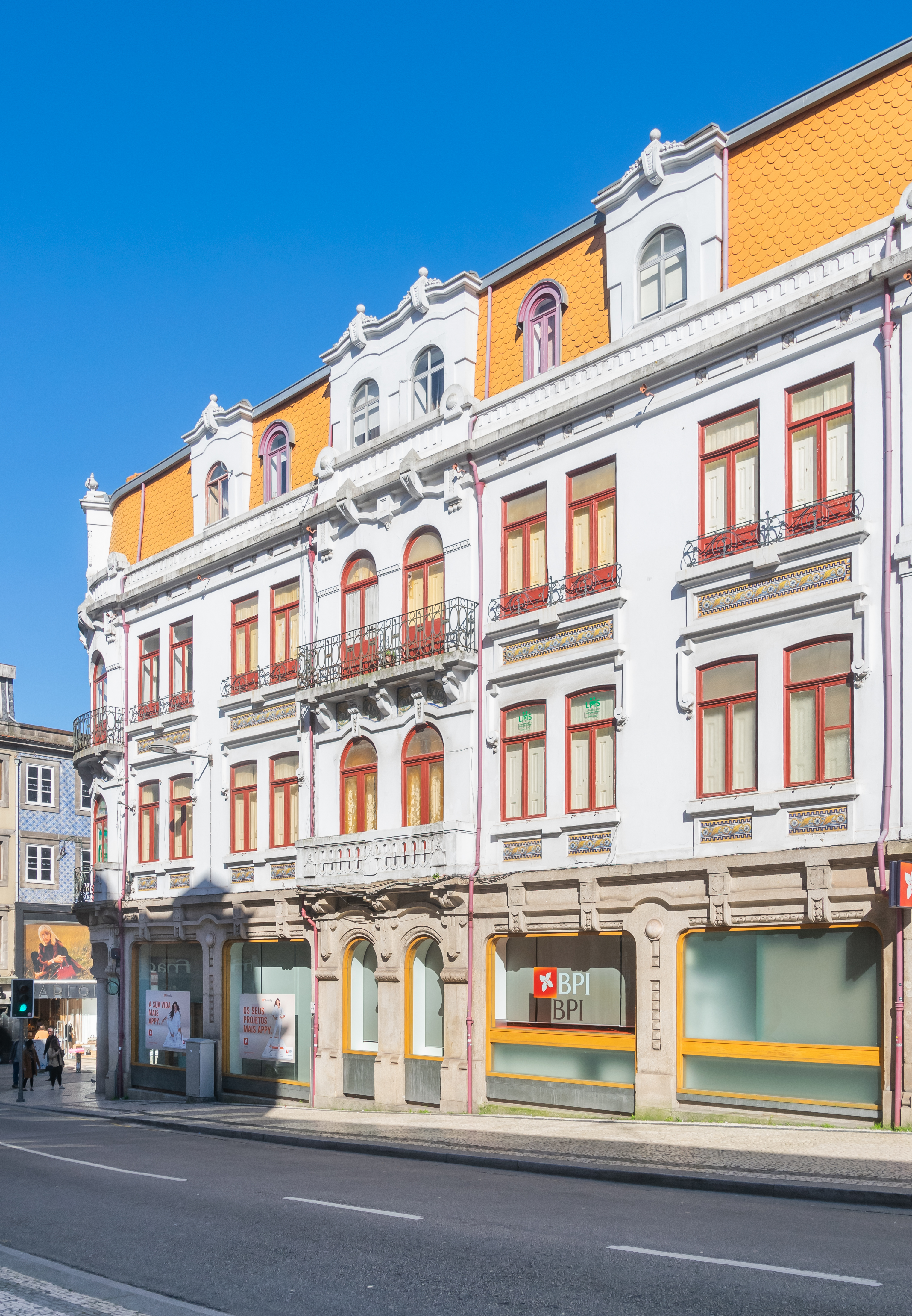
Edifício Emília de Moraes, no cruzamento das ruas de Santa Catarina e Passos Manuel, 1916-1919
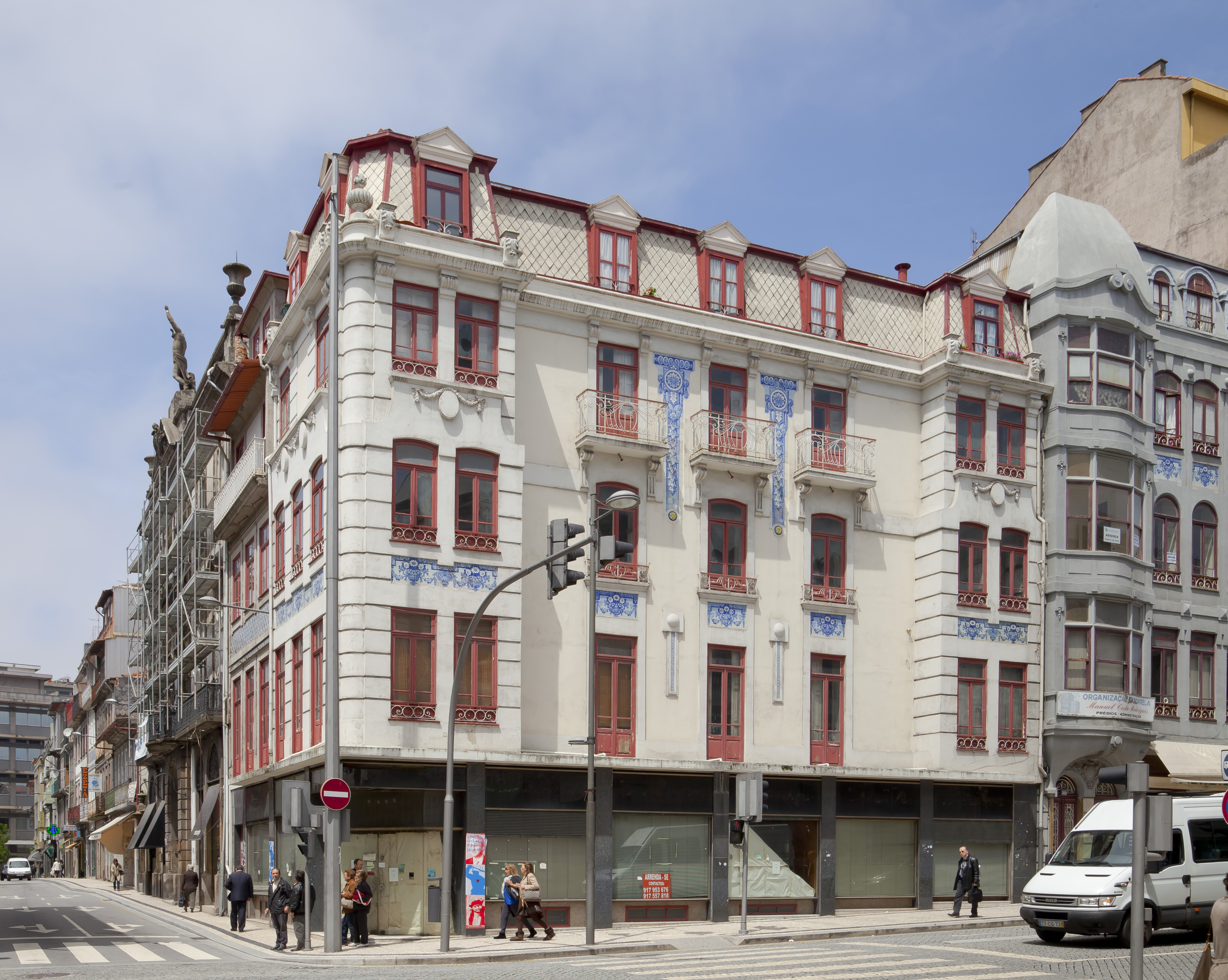
Edifício Cristina Meneses Antunes de Lemos, cruzamento das ruas Formosa e Sá da Bandeira, 1917-1919
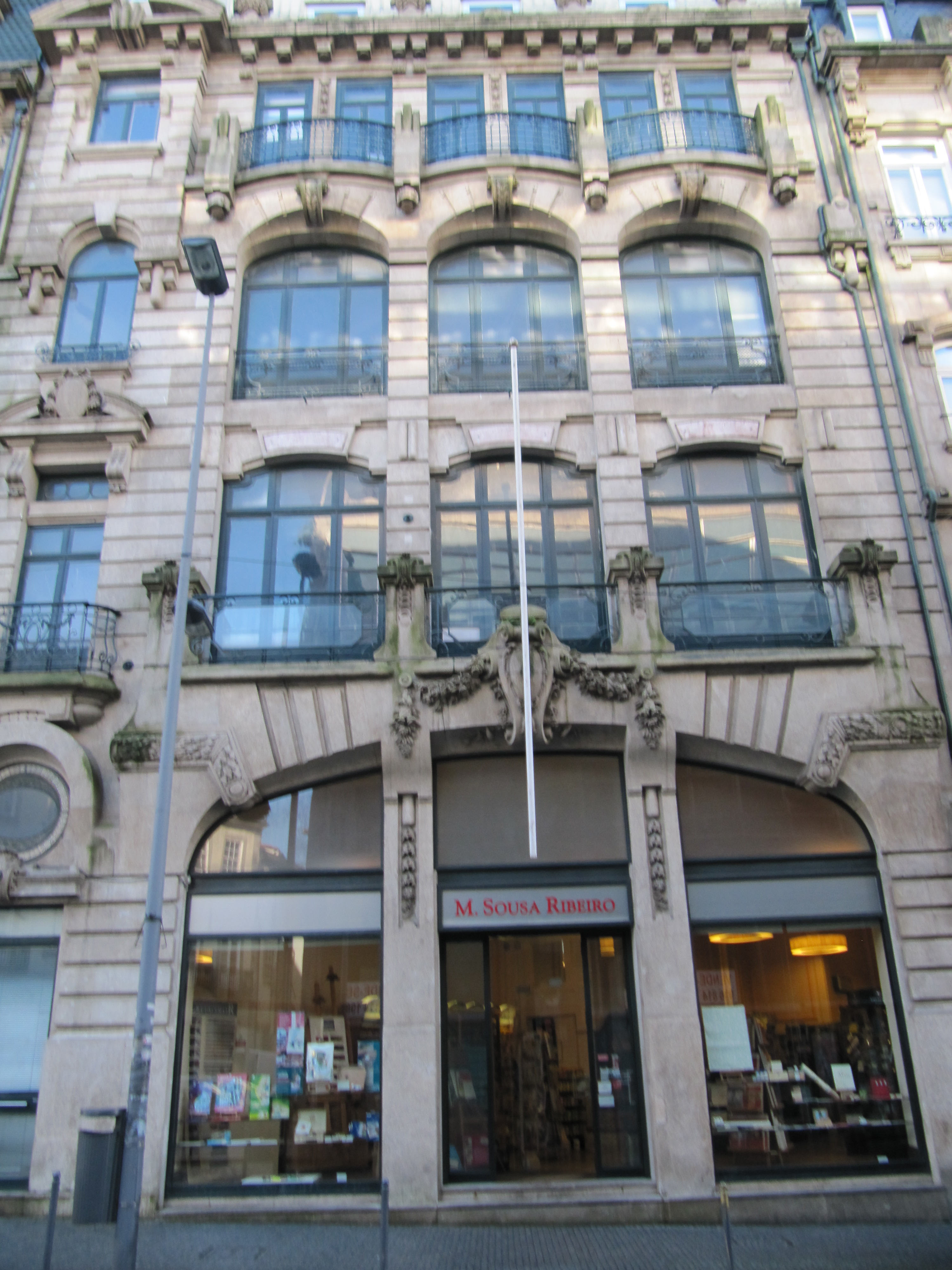
Edifício do antigo Café Excelsior, 1917-1920